# Choerodon frenatus
Choerodon frenatus Ogilby, 1910  è un pesce d'acqua salata appartenente alla famiglia Labridae.

## Distribuzione e habitat
È una specie demersale che proviene dalle zone tropicali dell'Australia, nell'ovest dell'oceano Pacifico. Nuota fino a 60 m di profondità, di solito in zone con fondo non roccioso. Non è particolarmente frequente nelle barriere coralline.

## Descrizione
Presenta un corpo mediamente compresso ai lati, con la testa dal profilo arrotondato; la pinna caudale non è biforcuta. Non sono note le dimensioni massime che questa specie può raggiungere.

## Riproduzione
È oviparo e la fecondazione è esterna; non ci sono cure nei confronti delle uova.

## Conservazione
Non viene pescato molto frequentemente, però, come per tutte le specie di Choerodon australiane, la pesca ne è stata regolamentata vietando la cattura degli esemplari di dimensioni inferiori a 30 cm. Viene quindi classificato come "a rischio minimo" (LC).